# Pont de la Gabarre
Le pont de la Gabarre est un pont routier situé en Guadeloupe. Il permet de relier les communes des Abymes sur Grande-Terre à Baie-Mahault sur Basse-Terre en franchissant la Rivière Salée, le détroit qui sépare ces deux îles.

## Caractéristiques
Le pont est emprunté par la route nationale 1 qui a ici l'aspect d'une voie rapide. Il relie les quartiers de la Jaille et de Camp Dugommier de la commune de Baie-Mahault à celle des Abymes, à quelques mètres de la limite communale avec Pointe-à-Pitre et du quartier de la Gabarre.
En 2011, la circulation sur le pont est estimée à 100 000 véhicules par jour.

## Histoire
Le passage entre les deux îles de Grande-Terre et de Basse-Terre qui forment la Guadeloupe s'effectue, à partir de 1765, à l'aide d'une embarcation, appelée « gabarre », « chaloupe pouvant contenir de sept à huit chevaux avec leurs cavaliers et autant de cavaliers à pied », tirée le long de câbles par des bras d'hommes. Des naufrages ayant entraîné des morts, un pont flottant est mis en place en 1806, appelé « pont de la Gabarre » ou « pont de l'Union ». En 1929 est construit le pont de la Gabarre proprement dit, structure métallique conçue par l'ingénieur guadeloupéen Louis Douldat et réalisée par les ateliers Eiffel. Doté d'une seule voie, il s'avère rapidement insuffisant et, dans les années 1950, le pont est remplacé par un pont double situé à quelques mètres au nord, avant de passer à six voies pour faire face aux problèmes de circulation. L'ancien pont à une voie est depuis réservé à l'usage des piétons et cyclistes.
Le pont de la Gabarre est l'un des deux ponts, avec le pont mobile de l'Alliance, qui permettent la circulation automobile entre les deux îles. Lors de manifestations, son blocage est récurrent, par exemple lors du mouvement lancé en 2009 par le LKP,.